# Rambo Nunataks
I Rambo Nunataks sono una rada catena di nunatak antartici situati a nordovest del Patuxent Range e che si estendono per 31 km lungo il fianco occidentale del Foundation Ice Stream, nei Monti Pensacola in Antartide. 
I nunatak sono stati mappati dall'United States Geological Survey (USGS) sulla base di rilevazioni e foto aeree scattate dalla U.S. Navy nel periodo 1956-66.
La denominazione è stata assegnata dall'Advisory Committee on Antarctic Names (US-ACAN) in onore del geofisico William L. Rambo, che aveva operato nei Monti Pensacola nel 1965-66.

## Elementi di interesse geografico
Gli elementi di interesse geografico comprendono:
- Blackburn Nunatak
- Kuhn Nunatak
- Möller Ice Stream
- Oliver Nunatak
- Sowle Nunatak
- Wagner Nunatak